# Gerard de Normanville
Gerard de Normanville (c. 1025-1066) fue un noble caballero anglonormando que siguió a Guillermo II de Normandía durante la conquista normanda de Inglaterra. Señor de Normanville, Pays de Caux y primer barón de Laxton. Fue también el primer guardián real del Bosque de Sherwood, cargo hereditario durante generaciones. Según el Libro Domesday, era vasallo de Roberto de Eu y feudatario de sus propiedades en Lincolnshire, y en Hove, en Sussex.

## Herencia
Su ascendencia es desconocida y tampoco se conoce el nombre de su esposa, pero los anales citan a un hijo, Ralph [Rafe] de Normanville (c. 1050).

## Señores de Normanville
La genealogía de Gerard de Normanville es confusa. Existe cierto debate entre los genealogistas sobre si se trata de dos o tres individuos distintos o de la misma persona con diferentes fechas y detalles. Gerard de Normanville (c. 986-1048), de quien se desconoce su origen, también tuvo un hijo llamado Ralph (n. 1023), quien a su vez tuvo una hija llamada Gasilea (n. 1050), quien según fuentes, presuntamente se casó con Robert de Calz y fueron padres de dos hijos, Walter y Roger de Caus. Ambos Gerard están asociados con el pueblo de Normanville en Normandía, y el Gerard posterior está fuertemente vinculado con Laxton en Nottinghamshire, Inglaterra.